# Eduardo Gurbindo
Eduardo Gurbindo Martínez (8 novembre 1987) è un pallamanista spagnolo.